# تيكس
أندرياس أندريسن هوكلاند  ويعرف أيضاً ب تيكس هو مغني نرويجي ولد في 12 أبريل 1993.